# The Master and the Man
The Master and the Man è un cortometraggio muto del 1911 diretto da Thomas H. Ince.

## Produzione
Il film fu prodotto dall'Independent Moving Pictures Co. of America (IMP) e venne girato a Cuba,

## Distribuzione
Il film - un cortometraggio in una bobina - uscì nelle sale statunitensi il 15 maggio 1911, distribuito dalla Motion Picture Distributors and Sales Company.
Non si conoscono copie ancora esistenti della pellicola che viene considerata presumibilmente perduta.